# Amara amplipennis
Amara amplipennis är en skalbaggsart som beskrevs av Thomas Casey. Amara amplipennis ingår i släktet Amara och familjen jordlöpare. Inga underarter finns listade i Catalogue of Life.